# Pedro Gual Escandón

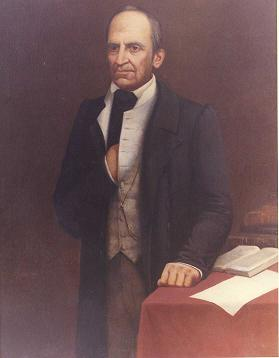
Pedro Gual Escandon.jpg

Pedro José Ramón Gual Escandón (n. 17 ianuarie 1783, Venezuela - d. 6 mai 1862, Venezuela) a fost un avocat, diplomat, jurnalist și om politic, președintele Venezuelei în perioada:
- 15 martie 1858–18 martie 1858,
- 2 august 1859-29 septembrie 1859,
- 20 mai 1861-29 august 1861 și
- 7 octombrie 1821-17 septembrie 1825.